# متى دي كاسترو
متى دي كاسترو Matheus de Castro عاش بين (1594-1679) وولد في مدينة Divar في الهند البرتغالية، وهو أول أسقف كاثوليكي من أصل هندي  
ويقال أن متى دي كاسترو خطف وبعث إلى إرسالية فرنسسيكانية ليتعلم المسيحية، وخلال فترة تنصير غوا الهندية وفي بداية محاكم التفتيش في غوا واستعملت السلطات البرتغالية الكثير من الحيل لتحويل السكان المحليين إلى المسيحية، وكانت إحدى هذه الحيل خطف الأطفال من عائلات الطبقة الهندوسية ثم وضعهم في الأديرة. وبالإضافة لكون هذه العائلات ذات نفوذ فإن الأطفال الذكور من هذه العائلات كانوا غالبًا متعلمين وبالتالي فمهمة تعليمهم عقائد المسيحية أسهل بكثير. وسيكون المتحولين الشباب إلى المسيحية أكثر نفوذا في إقناع أقاربهم وأفراد مجتمعاتهم لاعتناق المسيحية، ولكن نتيجة الرعاية كرسي الفاتيكان للكنائس البروتغالية المسماة Padroado وسياستها التي تمنح سلطات ثيوقراطية لرعاة الكنائس كان منها في ذلك الوقت منع الهنود من الدخول في الرتب الكنسية، رفض أسقف غوا الكاثوليكي (البرتغالي) تنفيذ طلب متى دي كاسترو في ترسيمه كاهنًا. ولكنه سافر في 1625 إلى روما ورسم كاهنا في 1630، وتابع دراسة اللاهوت حتى حصل على الدكتوراه ثم عين مطرانًا ولكن لم يتمكن من التبشير في الهند فرجع إلى روما وتمت رسامته أسقفًا 1635 وعاد إلى الهند لكن أسقف غوا رفض الاعتراف به مطرانًأ وعاد إلى روما مرة ثالثة ليعود إلى الهند عام 1651. وكانت له مكانة كبيرة عند امبراطور المغول وعند غيره من الممالك القريبة وقد جرد متى دي كاسترو من لقبه وعزل من وظيفته 1657 وتوفي في روما 1677، ولم يعين أي مطران هندي إلا بعد 300 عام في 1932 